# Paseo de las Esculturas (Bahía Blanca)

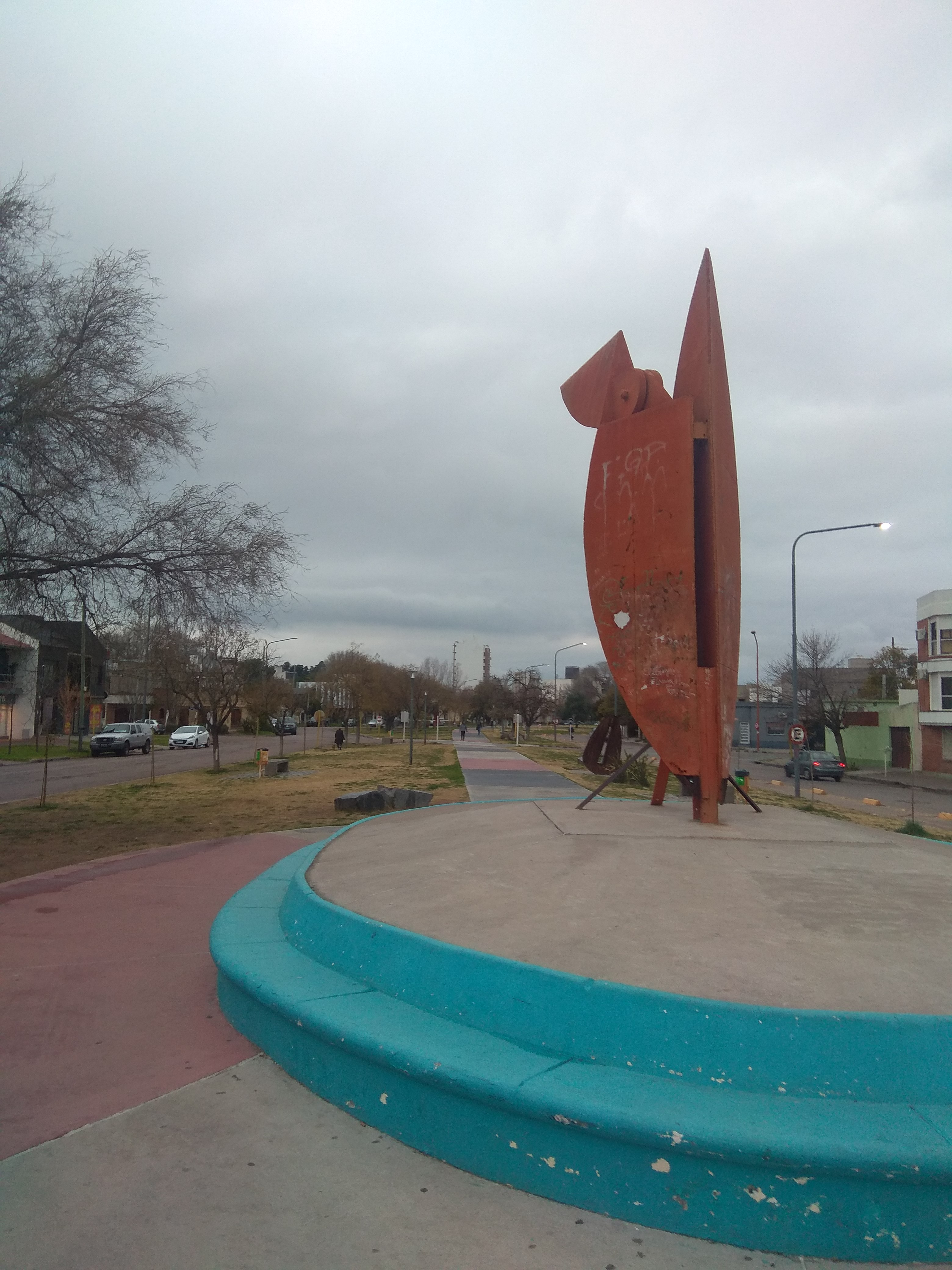
Paseo de las Esculturas.

El Paseo de las Esculturas es uno de los espacios verdes más importantes de la ciudad de Bahía Blanca, Argentina. Se encuentra emplazado sobre el entubado del Arroyo Napostá y se extiende por aproximadamente 300 metros, entre las calles General Urquiza y Fuerte Argentino.
 

Debe su nombre a las esculturas con las que está ornamentado. Estas obras fueron llevadas a cabo durante el 1º Simposio Nacional de Escultura Monumental, realizado en la ciudad en octubre de 1993. Además, presenta una fuente, construida en 1997, sobre una base circular de 300 m², desde donde 9 chorros de agua alcanzan una altura de hasta 7 m. 

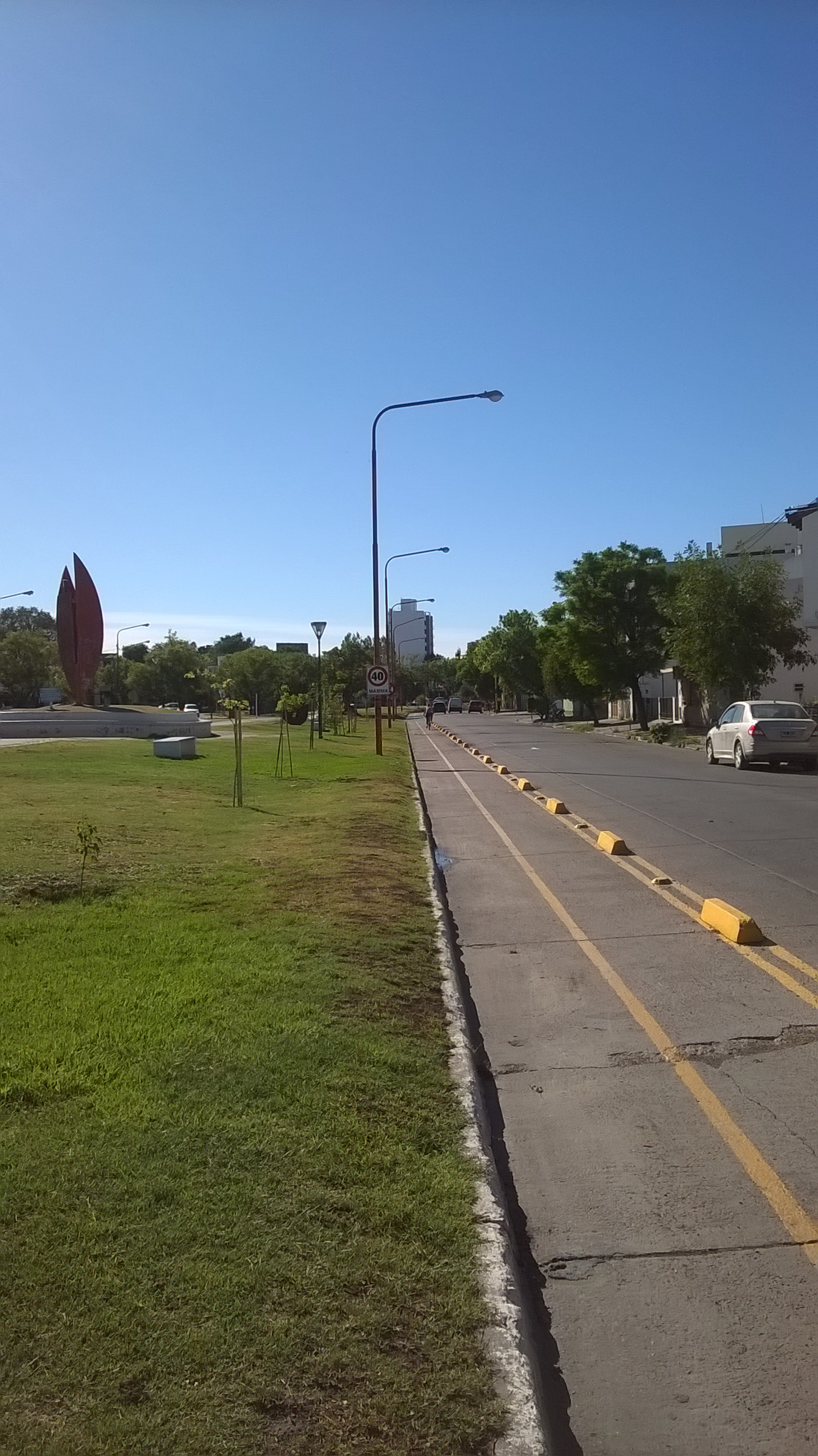
Ciclovia en el Paseo de las Esculturas

## Esculturas
Las obras localizadas en el Paseo son trabajos de dimensiones monumentales que fueron llevados a cabo con el reciclado de chatarra del ferrocarril. Estas esculturas, que tienen un peso de entre 700 y 4.000 kg, fueron realizadas por 10 escultores y un grupo de 30 ayudantes, y adquiridas por la comuna.
- "De lo Seco a lo Verde. De lo Verde a lo Seco", de Patricia Landen.
- "Quo Vadis, Donde Vas", de Edgardo Madanes
- "Todo Elástico", de Mariana Schapiro.
- "Flecha y Arco", de Pájaro Gómez.
- "La Portuaria", de Bastón Diaz.
- "Huellas", de Claudia Aranovich.
- "Elemento", de Danilo Danziger.
- "Interacción", de Hugo Pisani, escultor bahiense.
- "Formas de Seducción", de Rodolfo Nardi.
- "Ojival", de Fortunato Jorge, escultor bahiense.